# MDS (distribution)
MDS est une société française spécialisée dans la distribution de livres fondée en 1988. C'est une filiale de Média-Participations basée à Dourdan (Essonne).

## Historique
En 1988, Dourdan Diffusion Distribution est créée après l'apport par Dargaud de ses activités de diffusion et distribution.
En 1990, Dourdan Diffusion Distribution change de dénomination et devient DDD à la suite de la transmission de son activité de diffusion à Dourdan Diffusion filiale de Dargaud.
En 1997, DDD change de dénomination et devient MDS.
En 2002, MDS ouvre un nouveau centre de distribution à Dourdan.
En 2005, Extension du centre de distribution MDS à Dourdan.

## Catalogues distribués
Principaux catalogues distribués :
- Art et BD
- Bragelonne
- Blake et Mortimer
- Castelmore
- Chronique Editions
- Dargaud
- Dupuis
- Edifa
- Fleurus
- Graton Éditeur
- Kana
- Le Lombard
- Lucky Comics
- Mame
- Mango
- Marsu Productions
- Michelin Editions Des Voyages
- Milady
- Milady Graphics
- Mosquito
- Pearson France
- Rustica
- Tardy
- Urban Comics